# 南吉福德 (密蘇里州)
南吉福德（英語：South Gifford）是位於美國密蘇里州梅肯縣的村。

## 人口
根據2020年美國人口普查的數據，南吉福德的面積為0.53平方千米，皆為陸地。當地共有人口22人，而人口密度為每平方千米42人。